# Ceolfrido
San Ceolfrido (o Ceolfrith, inglés antiguo: [ˈtʃeːolfriθ]; también Geoffrey, c. 642 - 716/7) fue un abad y santo cristiano anglosajón. Es más conocido como el guardián de Beda desde los siete años hasta su muerte en 716. Fue abad de la abadía de Monkwearmouth-Jarrow y uno de los principales contribuyentes al proyecto para producir la Biblia Codex Amiatinus. Murió en Borgoña mientras se dirigía a entregar una copia del códice al papa Gregorio II en Roma.

## Primeros años
No se sabe mucho sobre los primeros años de vida de Ceolfrido. Su deseo de unirse a la comunidad monástica probablemente se debió a la devoción de su propio hermano Cynefrid a las tradiciones del monacato cristiano. Los historiadores fechan la incorporación de Ceolfrido a la tradición monástica alrededor de la fecha de la muerte de Cynefrid en 660. Se sabe que Ceolfrido tiene una fuerte conexión familiar con la tradición monástica. Además de su hermano, su primo Tunbert fue el primer abad del monasterio de Hexham. Sus primeros cuatro años en claustro tuvieron lugar en la Abadía de Gilling, en lo que hoy es Yorkshire del Norte, a la que también asistió Cynefrid, antes de su partida a Irlanda. Se describe que Ceolfrido "se comportó con gran devoción, dedicando su mente continuamente a la lectura, al trabajo y a la disciplina monástica". Después de estos cuatro años, Ceolfrido dejó Gilling porque "buscaba un monasterio de carácter más estricto". Pronto se acogió a un grupo de hombres encabezados por Wilfredo, más tarde canonizado como san Wilfredo. Boutflower identifica a estos monjes como los benedictinos de Ripon en un monasterio con el mismo nombre. Durante este tiempo, llegó a perfeccionar su propia comprensión de los principios monásticos apropiados. A la edad de 27 años, Ceolfrido fue ordenado sacerdote y comenzó a familiarizarse al máximo con las prácticas de la vida monástica.
Se revela muy poco sobre el período comprendido entre el final de sus días en Ripon y su nombramiento bajo Benito Biscop, excepto que pasó algún tiempo en las instituciones del abad Botulfo, a quien describe como lleno de "la gracia del espíritu". Si bien fue reverenciado como una inspiración para la forma de vivir divina, Botulfo también sirvió para inspirar un mayor sentido de humildad dentro de Ceolfrido.

## Benito Biscop

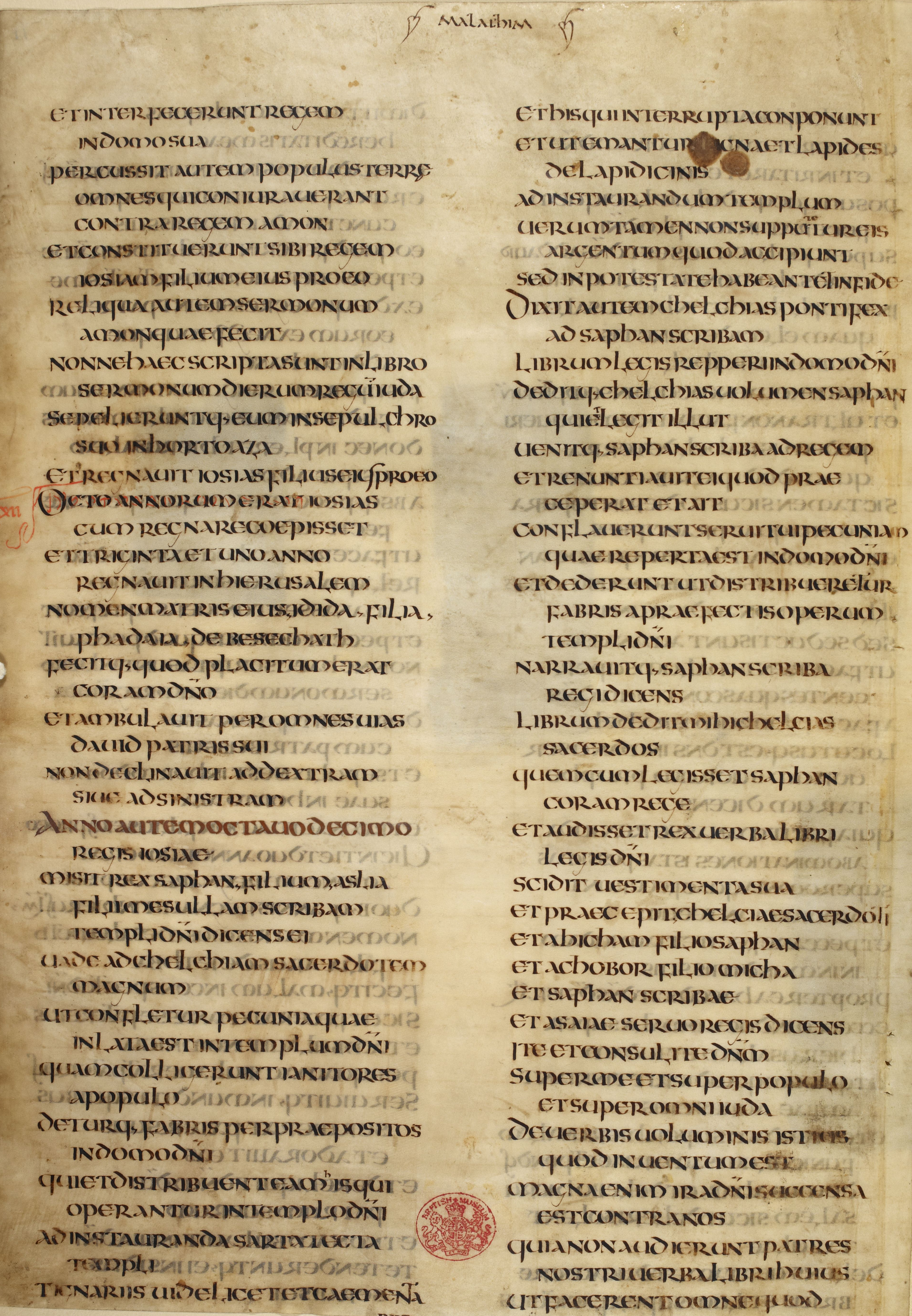
Una de las pocas páginas supervivientes de la Biblia de Ceolfrido, una de las tres versiones de la Biblia Vulgata creada en Wearmouth y Jarrow bajo Ceolfrido a principios del siglo octavo.
British Library, Londres.

Alrededor del año 672 o 673, Benito Biscop recibió una concesión de tierras del rey Egfrido de Northumbria con el propósito explícito de erigir un monasterio. Durante la construcción de su primer monasterio en Wearmouth (Monkwearmouth), Biscop nombró al abad Eosterwini (escrito en inglés como "Easterwine") como su abad y coadjutor principal. La construcción del monasterio tardó ocho años. Este instituto había dejado a Egfrido tan enamorado que poco después de la finalización del Monasterio de Wearmouth, le concedió a Biscop otro segmento de terreno para la construcción de un segundo monasterio, en Jarrow, con la intención de que los dos fueran administrados como uno solo.
Fue durante la construcción del monasterio de Wearmouth que Benito Biscop buscó a Ceolfrido, quien se convertiría en "su asistente más celoso desde la primera fundación del antiguo monasterio", así como en un amigo cercano. Parece que la invitación de Biscop llegó en el momento más oportuno, ya que Ceolfrido había estado contemplando la idea de dejar el cargo que ocupaba en ese momento. Estaba bastante desilusionado con la estratificación del poder dentro de la institución (cuyo nombre se desconoce), y estaba harto de los "celos y persecuciones muy amargas de ciertos hombres de rango", y había estado buscando regresar a su propio monasterio (se supone que es Ripon). Tras la finalización del Monasterio de Jarrow, Ceolfrido se convirtió en abad de la Iglesia de San Pablo en los terrenos del monasterio. Informes contradictorios afirman que la presencia de Ceolfrido durante la construcción de Jarrow varió. Algunos documentos afirman que Jarrow llegó a sus manos después de su finalización, mientras que otro identifica a Ceolfrido como de suma importancia para la construcción real del monasterio.
La amistad entre ambos era bastante estrecha. Cuando Benito cruzó el Canal de la Mancha hacia Roma por última vez, eligió sólo a Ceolfrido para acompañarlo en su viaje. Este viaje iba a ser el mismo que conduciría a la inmortalización del abad en las obras del pupilo de Ceolfrido y más tarde de su contemporáneo, Beda el Venerable. Ceolfrido también aprovechó el viaje como una oportunidad para explorar su papel en la institución de Biscop, sintiendo que Roma sería un lugar oportuno para conocer las responsabilidades de su cargo. Doce años más tarde, tras la muerte del abad Eosterwini, Ceolfrido fue nombrado único abad de los monasterios de Wearmouth y Jarrow, un honor del que nunca antes se había oído hablar. En 690, Benito Biscop murió, después de estar postrado en cama durante un largo período de tiempo, y Ceolfrido se convirtió en el principal director de ambos monasterios, "[cuyas] bibliotecas, que el abad Benito había iniciado tan activamente, bajo su celoso cuidado se duplicaron en extensión".

## Beda el Venerable
Beda quedó bajo el cuidado de Ceolfrido a la temprana edad de siete años y se convirtió en alumno del abad y en amigo. En sus primeros años en los monasterios gemelos de Wearmouth – Jarrow (686), la plaga azotó Northumbria y devastó la mayor parte del campo, incluidos los monasterios gemelos. Ceolfrido y Beda parecían no haber sido afectados por la epidemia y asumieron la tarea de cuidar a los monjes infectados y moribundos de los monasterios con un fervor inquebrantable. Además, trabajaron juntos para mantener los sermones regulares cuando el miedo se había apoderado de la población. Cuando finalmente pasó la plaga, maestro y alumno comenzaron a reconstruir los cimientos del monasterio y lo lograron con éxito. Beda permaneció en Jarrow durante la mayor parte de su vida, y nunca se alejó más de 70 millas del monasterio en ningún momento. Fue un alumno leal hasta la muerte de Ceolfrido, y murió en Jarrow en 735.

## Codex Amiatinus

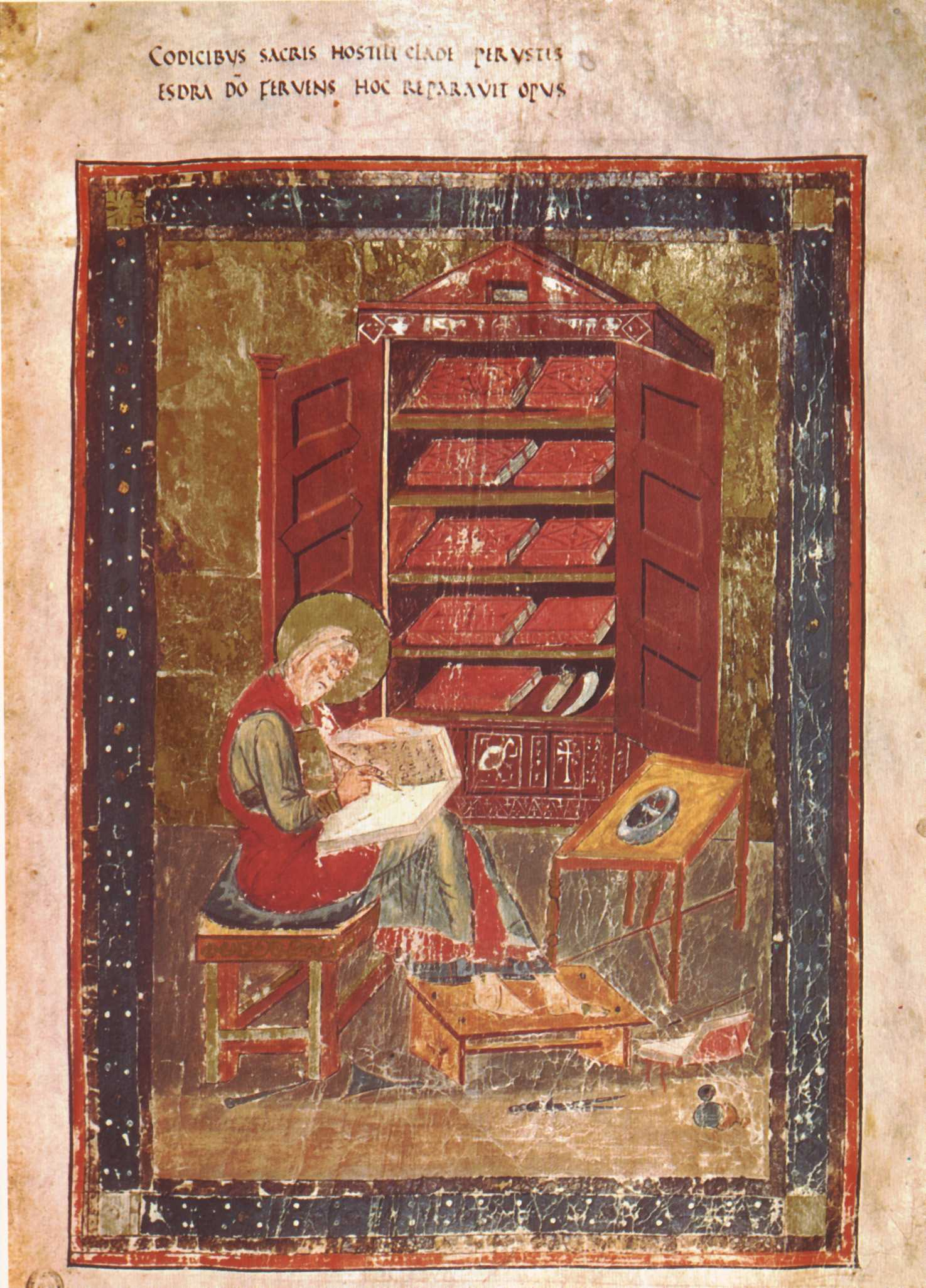
Retrato de Esdras del Codex Amiatinus. Biblioteca Laurenciana, Florencia.

El Codex Amiatinus es el manuscrito más antiguo con un texto completo de la Biblia Vulgata. El Codex Amiatinus es descripto como una brillante muestra de la belleza de la caligrafía precarolingia británica temprana. La composición de la Vulgata fue parte del proyecto para ampliar la extensa biblioteca de Wearmouth y Jarrow, y Ceolfrido ordenó que se compusieran tres copias de este manuscrito bíblico; uno de los cuales estaría dedicado al papa Gregorio II, mientras que las otras dos copias debían permanecer en las respectivas iglesias de Wearmouth y Jarrow. No hay registros oficiales que afirmen que el texto llegó a Roma. Se dice que, en cambio, llegó a Florencia, donde fue presentado por el abad lombardo Pedro a la Abbazia San Salvatore, en el Monte Amiata, en la Toscana. Se cree que cambió la nota dedicatoria inscrita dentro de las hojas como donada al monasterio. Esto ocurrió en el siglo IX. El documento permaneció en el Monte Amiata hasta 1786, cuando fue trasladado a la Biblioteca Laurenciana de Florencia. Existe cierta controversia sobre en qué consistía este Códice Vulgata. En los últimos años, se han localizado en Gran Bretaña hojas adicionales que parecen estar relacionadas con este texto, algunas de las cuales se habían utilizado como envoltorios de libros. Estos nuevos descubrimientos han llevado a los estudiosos a cuestionar la longitud total del códice, ya que a día de hoy todavía faltan fragmentos.

## Ceolfrido y los pictos
En algún momento después de 711, Nechtan mac Der-Ilei, rey de los pictos, buscó el consejo autorizado del abad Ceolfrido sobre la reforma de los ciclos pascuales con miras a armonizar la celebración de la Pascua dentro de su reino. En 716, tanto los pictos como el clero columbano de Iona ya habían adoptado la pascha católica.

## Últimos años
Al parecer, Ceolfrido sabía que estaba llegando al final de su vida, por lo que renunció a su cargo y fue sucedido por Hwaetberht. Luego zarpó hacia Roma con la intención de entregar la Biblia del Codex Amiatinus al papa Gregorio II. Llegó hasta Langres, en Borgoña, donde murió el 29 de septiembre de 716 y fue enterrado.